# Javier Vargas Rueda
Javier Vargas Rueda (* 22. November 1941 in Guadalajara, Jalisco) ist ein ehemaliger mexikanischer Fußballtorwart. 

## Karriere
Mit Ausnahme der Saison 1973/74, als er beim Club San Luis unter Vertrag stand, spielte Vargas ausschließlich für Vereine seiner Heimatstadt. So begann er seine Profikarriere 1962 bei Atlas Guadalajara, für den er insgesamt 12 Jahre tätig war, und beendete sie 1979 beim Lokalrivalen Jalisco, bei dem er die letzten vier Jahre seiner aktiven Fußballkarriere unter Vertrag stand. 
Zwischen 1966 und 1969 hütete Vargas elfmal das Tor der mexikanischen Nationalmannschaft. Im mexikanischen WM-Aufgebot 1966 war er der dritte Torwart, hatte hinter Mexikos Torwartlegende Antonio Carbajal und Ignacio Calderón vom Stadtrivalen Chivas allerdings keine Chance auf Einsätze.